# Comuna de Sadlinki
Sadlinki (polaco: Gmina Sadlinki) é uma gminy (comuna) na Polónia, na voivodia de Pomerânia e no condado de Kwidzyński. A sede do condado é a cidade de Sadlinki.
De acordo com os censos de 2004, a comuna tem 5491 habitantes, com uma densidade 48,9 hab/km².

## Área
Estende-se por uma área de 112,19 km², incluindo:
- área agricola: 54%
- área florestal: 32%

## Demografia
Dados de 30 de Junho 2004:
|                      | Total   | Total | Mulheres | Mulheres | Homens  | Homens |
| -------------------- | ------- | ----- | -------- | -------- | ------- | ------ |
|                      | pessoas | %     | pessoas  | %        | pessoas | %      |
| População            | 5491    | 100   | 2788     | 50,8     | 2703    | 49,2   |
| Densidade (pop./km²) | 48,9    | 100   | 24,9     | 24,9     | 24,1    | 24,1   |

De acordo com dados de 2002, o rendimento médio per capita ascendia a 1506,65 zł.

## Comunas vizinhas
- Gardeja, Gniew, Kwidzyn, Kwidzyn, Nowe, Rogóźno